# Semnopithecus ajax
L'entello del Kashmir (Semnopithecus ajax) è una specie di scimmia del Vecchio Mondo della famiglia Cercopithecidae, sottofamiglia dei Colobini.
Classificato in passato come sottospecie di Semnopithecus entellus, è una delle specie di Semnopithecus, insieme a Semnopithecus hector e Semnopithecus priam,  a prendere il nome dai personaggi dell'Iliade.

## Distribuzione e habitat
È diffuso in India occidentale, nel Kashmir pakistano e nel Nepal. Vive in vari tipi di foresta, così come in aree abitate dall'uomo, ad un'altitudine compresa tra i 2200 e i 4000 metri.

## Comportamento
È una specie arboricola e diurna.

Nonostante quasi tutti i Colobini asiatici vivano in gruppi composti da un solo maschio adulto e da più femmine, nell'entello del Kashmir, come in tutte le specie di Semnopithecus, si incontrano di frequente gruppi con più maschi, talvolta fino a cinque. Le femmine iniziano ad accoppiarsi sollecitate dal maschio, ma non tutte le sollecitazioni portano alla copula.

In questa specie la stagione delle nascite va da gennaio a giugno, sebbene quasi la metà di tutti i piccoli nasca a marzo. Questi sono svezzati ad un'età maggiore della maggior parte dei Colobini asiatici. Mentre questi ultimi sono svezzati entro il primo anno, gli entelli del Kashmir lo diventano a 25 mesi. Si ritiene che la causa di questo sia da attribuire alla ricchezza delle risorse alimentari, dato che le scimmie che vivono in luoghi meno favorevoli svezzano i loro piccoli ad un anno di età. Nelle femmine, il periodo tra una nascita e l'altra è di circa 2,4 anni.
Le cure alloparentali si protraggono per 5 mesi. I maschi sono solitamente protettivi nei confronti dei piccoli, ma ogni tanto avvengono infanticidi.

## Conservazione
La IUCN red list classifica Semnopithecus ajax come specie in pericolo di estinzione (endangered). Tale status è da attribuirsi al suo habitat ristretto e alla frammentazione della popolazione.